# 亚历克斯·涩谷
亚历克斯·英男·涩谷（英語：Alex Hideo Shibutani，1991年4月25日—）生于马萨诸塞州波士顿，是一名美籍日裔男子花样滑冰运动员，主攻冰舞项目。他的搭档是妹妹马娅·涩谷。他的父母都有日本血统。马娅和亚历克斯在1998年开始练习花样滑冰。两人在2004年春开始搭档。